# Olympische Sommerspiele 1948/Teilnehmer (Indien)
| Gelbes Symbol für Goldmedaillen mit stilisierten Olympischen Ringen | Graues Symbol für Silbermedaillen mit stilisierten Olympischen Ringen | Braundes Symbol für Bronzemedaillen mit stilisierten Olympischen Ringen |
| ------------------------------------------------------------------- | --------------------------------------------------------------------- | ----------------------------------------------------------------------- |
| 1                                                                   | —                                                                     | —                                                                       |

Indien nahm an den Olympischen Sommerspielen 1948 in London mit einer Delegation von 77 männlichen Athleten an 38 Wettkämpfen in neun Sportarten teil. Hinzu kamen noch die Maler A. G. Chagale und K. S. Kulkarni, welche an den Kunstwettbewerben teilnahmen. Der einzige Medaillenerfolg gelang der Hockeymannschaft, welche das Turnier als Sieger für sich entscheiden konnte. Es war die erste Teilnahme Indiens an Olympischen Sommerspielen als unabhängige Nation.

## Teilnehmer nach Sportarten

### Boxen
- Rabin Bhatta
- Benoy Bose
- Robert Cranston
- Mac Joachim
- Babu Lall
- John Nuttall
- Gene Raymond

### Fußball
- Achtelfinale

- Talimeren Ao
- Sattar Basheer
- Rabi Das
- Ahmed Muhammad Khan
- Sailen Manna
- Sahu Mewalal
- Taj Mohammed
- Ramchandra Parab
- Mahabir Prasat
- Sarangapari Raman
- K. V. Varadaraj

ohne Einsatz:
- K. P. Dhanraj
- S. M. Kaiser
- Anil Nandy
- Santosh Nandy
- T. M. Varghese "Papen"
- Sanjeeva Uchil
- B. N. Vajravelu

### Gewichtheben
- Daniel Pon Mony
- Dandamudi Rajagopal

### Hockey
- Gold
- Leslie Claudius
- Walter D’Souza
- Keshav Dutt
- Lawrie Fernandes
- Ranganathan Francis
- Gerry Glackan
- Akhtar Hussain
- Pat Jansen
- Amir Kumar
- Kishan Lal
- Leo Pinto
- Jaswant Singh Rajput
- Latifur Rehman
- Reginald Rodrigues
- Tarlochan Singh Bawa
- Randhir Singh Gentle
- Balbir Singh
- Grahanandan Singh
- Kunwar Digvijay Singh
- Maxie Vaz

### Leichtathletik
- Eric Prabhakar
- Henry Rebello
- Nat Singh Somnath
- Baldev Singh
- Chhota Singh
- Gurnam Singh
- Sadhu Singh
- Jim Vickers

### Radsport
- Jehangoo Amin
- Adi Havewala
- Malcolm Havladar
- Raj Kumar Mehra
- Eruch Mistry
- Rusi Mulla Feroze
- Rohinton Noble
- Homi Pavri
- Piloo Sarkari

### Ringen
- Anant Bhargava
- Nirmal Bhose
- Khashaba Jadhav
- Keshav Roy
- Banta Singh
- Sarjarao Suryavanshi

### Schwimmen
- Bimal Chandra
- Dilip Mitra
- Prahtip Mitra
- Prafulla Mullick
- Khamlillal Shah
- Isaac Monsoor
- Sachin Nag

### Wasserball
- 2. Runde

- Jahan Ahir
- Samarandra Chatterjee
- Suhas Chatterjee
- Durga Das
- Janini Dass
- Isaac Monsoor
- Dwarkadas Murarji
- Sachin Nag
- Gora Seal